# Rio Tes
O rio Tes ou Tesiin Gol (em mongol:  Тэс гол ou Тэсийн гол; que significa 'rio Tes') ou ainda Tes-Khem (em tuviniano: Тес-Хем) é um rio da Ásia Central, a principal fonte  do lago Uvs (Uvs Nuur) que corre pela Mongólia e Rússia. Sua extensão é de 568 km e sua bacia hidrográfica possui 33.368 km².
O rio nasce no noroeste da Mongólia, no distrito (sum) de Tsagaan-Uul, na província (aimag) Hövsgöl. O rio então adentra a província de Zavkhan e posteriormente a Rússia, na  República de Tuva. Retorna à Mongólia entrando na província de Uvs e deságua no lago Uvs. Na província de  Hövsgöl existe uma ponte de madeira próximo a Tsetserleg e uma ponte de concreto próximo de Bayantes, em Zavkhan, na estrada que conduz a Kyzyl, na Rússia.
O rio fica congelado grande parte do outono e inverno.

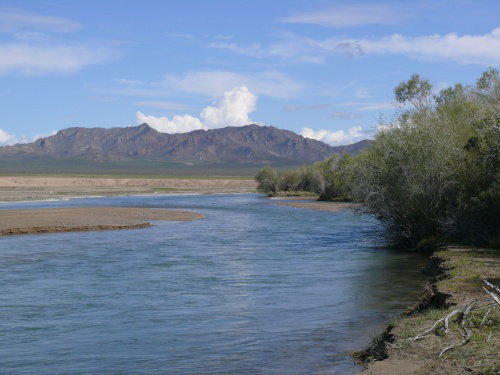
O rio na província de Hövsgöl

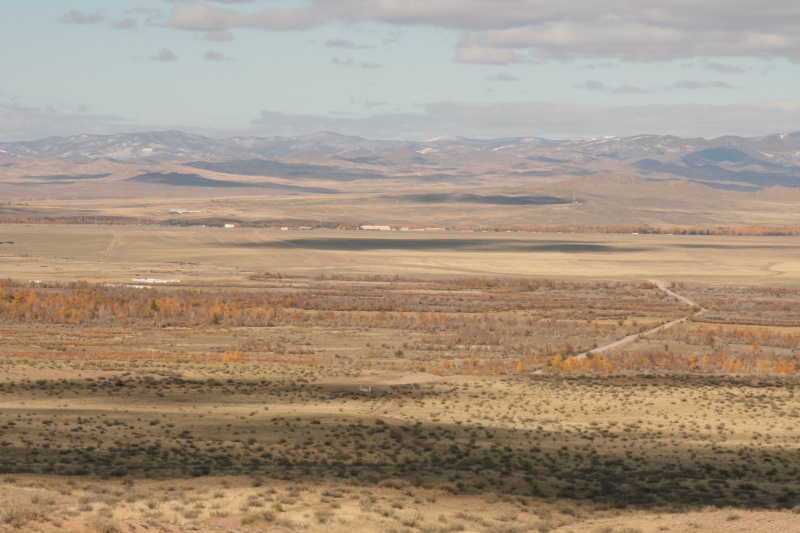
Vale do Tes-Khem em Tuva